# مارش و مکلنن کمپانیز
مارش و مکلنن کمپانیز (انگلیسی: Marsh & McLennan Companies) شرکت خدمات حرفه‌ای و کارگزار بیمه آمریکایی است، که در زمینه ارائه خدمات مدیریت ریسک، مدیریت استعداد، مشاور مدیریت و بیمه اتکایی فعالیت می‌نماید.
شرکت مارش و مکلنن در سال ۱۹۰۵ توسط هنری مارش و دونالد مکلنن در شهر شیکاگو تأسیس شد. دفتر مرکزی این شرکت در ۱۱۶۶ خیابان آمریکا، شهر نیویورک قرار دارد و بخشی از سهام آن در بازار بورس نیویورک معامله می‌شود.